# Посошне оподаткування
Посошне (посошне оподаткування) — державний поземельний податок у Московській державі у 16-17 ст., при стягуванні якого за одиницю оподаткування бралась соха. Посошне сплачувалось на Чернігово-Сіверщині (до 1618), яку внаслідок литовсько-московської війни 1500–1503 було приєднано до Московського царства. Згодом посошне збільшувалося, втрачаючи поземельний характер, в ньому дедалі більше враховувалася промислово-торговельна діяльність населення, яке підлягало оподаткуванню. В 1679 посошне було замінено подвірним оподаткуванням.